# Wereldkampioenschappen tafeltennis 2023
De wereldkampioenschappen tafeltennis vinden sinds 1926 plaats en worden georganiseerd door de ITTF. In de even jaren vinden de wereldkampioenschappen landenteams (mannenteams en vrouwenteams) plaats en in de oneven jaren de individuele kampioenschappen (mannen- en vrouwen enkelspel, mannen- en vrouwen dubbelspel en de gemengddubbel).
De wereldkampioenschappen tafeltennis 2023 werden van 20 tot en met 28 mei gehouden in het Durban ICC in de Zuid-Afrikaanse stad Durban. Het evenement werd voor het eerst sinds 1939 (Cairo) weer in Afrika gehouden.
Op het programma stonden vijf onderdelen:
- Enkelspel mannen. Regerend kampioen was  Fan Zhendong.
- Enkelspel vrouwen. Regerend kampioen was  Wang Manyu.
- Dubbelspel mannen. Regerend kampioenen waren  Mattias Falck en  Kristian Karlsson.
- Dubbelspel vrouwen. Regerend kampioenen waren  Sun Yingsha en  Wang Manyu.
- Gemengd dubbel. Regerend kampioenen waren  Wang Chuqin en  Sun Yingsha.

Er werden geen landenteamwedstrijden gespeeld deze editie.
De vijf onderdelen kennen geen groepsfase. Er werd direct volgens het knock-outsysteem gespeeld. De winnaars mogen zich voor twee jaar wereldkampioen noemen. De verliezend finalist ontvangt de zilveren medaille. De verliezers van de halve finales ontvangen de bronzen medaille. Er wordt dus geen wedstrijd om de 3 plaatst gespeeld. De eerste ronde van beide enkels (mannen en vrouwen) bestaat uit 128 spelers. De dubbels (mannen, vrouwen en gemengd) bestaan uit 64 dubbelparen. Bij de enkels is een wedstrijd gewonnen als er 4 sets gewonnen zijn. Bij de dubbels moeten er 3 sets gewonnen zijn.
De loting vond plaats op donderdag 18 mei 2023. Geplaatste spelers (seeded op basis van de World Ranking van week 20, gepubliceerd op 16 mei 2023) werden op vaste plaatsen geloot en spelen de eerste ronde niet tegen andere geplaatste spelers. De overige spelers werden op willekeurige andere plekken binnen het schema geloot. Spelers uit hetzelfde land spelen in de eerste ronde niet tegen elkaar.

## Wedstrijdschema
| Onderdeel↓ / Datum → | 20 | 21 | 22 | 23 | 24 | 25 | 26 | 27 | 28 |
| -------------------- | -- | -- | -- | -- | -- | -- | -- | -- | -- |
| Enkelspel (m)        | R1 | R1 | R2 | R2 | R3 | R4 | ¼  | ½  | F  |
| Enkelspel (v)        | R1 | R1 | R2 | R2 | R3 | R4 | ¼  | ½  | F  |
| Dubbel (m)           | R1 | R1 | R2 | R3 | R3 | ¼  | ½  | F  |    |
| Dubbel (v)           | R1 | R1 | R2 | R3 | R3 | ¼  | ½  | F  |    |
| Dubbel (gemengd)     | R1 | R1 | R2 | R3 | ¼  | ½  | F  |    |    |

R1 Eerste ronde  
R2 Tweede ronde  
R3 Derde ronde  
R4 Vierde ronde  
¼ Kwartfinales  
½ Halve finales  
F Finale  

## Belgische en Nederlandse deelnemers
Er waren geen Nederlandse deelnemers. Namens België kwamen Martin Allegro, Cédric Nuytinck, Florent Lambiet en Adrien Rassenfosse uit in het mannen enkelspel en de eerste drie ook in de mannendubbel.

## Medailles

### Medaillewinnaars
| Onderdeel        | Goud                     | Zilver                        | Brons                                                          |
| Enkelspel (m)    | Fan Zhendong             | Wang Chuqin                   | Liang Jingkun Ma Long                                          |
| Enkelspel (v)    | Sun Yingsha              | Chen Meng                     | Chen Xingtong Hina Hayata                                      |
| Dubbel (m)       | Fan Zhendong Wang Chuqin | Jang Woo-jin Lim Jong-hoon    | Dimitrij Ovtcharov Patrick Franziska Lee Sang-su Cho Dae-seong |
| Dubbel (v)       | Wang Yidi Chen Meng      | Jeon Ji-hee Shin Yu-bin       | Sun Yingsha Wang Manyu Miyu Nagasaki Miyuu Kihara              |
| Dubbel (gemengd) | Sun Yingsha Wang Chuqin  | Hina Hayata Tomokazu Harimoto | Kuai Man Lin Shidong Doo Hoi Kem Wong Chun-ting                |

### Medailleklassement
Dubbelparen uit verschillende landen gelden ieder als 0,5.
| Plaats | Land       | Goud | Zilver | Brons | Totaal |
| 1      | China      | 5    | 2      | 5     | 12     |
| 2      | Zuid-Korea | 0    | 2      | 1     | 3      |
| 3      | Japan      | 0    | 1      | 2     | 3      |
| 4      | Duitsland  | 0    | 0      | 1     | 1      |
| 4      | Hongkong   | 0    | 0      | 1     | 1      |
| Totaal | Totaal     | 5    | 5      | 10    | 20     |